# Pemdorf (Miroslav)
Pemdorf (dříve též Česká Ves, německy Böhmdorf) je vesnice, součást města Miroslav v okrese Znojmo. Do roku 1966 se také jednalo o samostatné katastrální území.

## Historie
Sídlo pojmenované Miroslav je poprvé připomínáno k roku 1222, pravděpodobně se jednalo o nynější Pemdorf s kostelem svatého Petra. Teprve později, během 14. století, vznikla v kotlině Miroslavky níže položená trhová vesnice Prostřední Ves, na kterou následně přešlo jméno Miroslav a která tvoří současné jádro města. Pemdorf, i jižněji položený Václavov, byl součástí miroslavského panství. Původní Pemdorf je tvořen oboustrannou ulicovkou (dnešní ulice Dr. Milady Horákové), severně ve svahu nad Miroslavkou, podél níž se nachází další domkařská zástavba (ulice Údolní). Ve východním závěru ulicovky stojí barokní kostel svatého Petra a Pavla, zbudovaný na místě starého románského. Chrám byl při vzniku katastrů koncem 18. století umístěn do cípu katastrálního území vlastní Miroslavi (Prostřední Vsi), takže od té doby již tedy nespadal do Pemdorfu.
V roce 1899 se Pemdorf stal součástí Miroslavi a následně s ní urbanisticky a stavebně zcela splynul. Nadále si udržoval status místní části, který zanikl někdy mezi lety 1930 a 1950. Samostatné katastrální území Pemdorfu bylo v roce 1966 zrušeno a jeho plocha byla přičleněna k miroslavskému katastru.
Na území Pemdorfu, severně od kostela, u cesty do Kadova, byl roku 1830 založen miroslavský hřbitov.

## Obyvatelstvo
| 1869 | 1880 | 1890 | 1900 | 1910 | 1921 | 1930 | 1950 | 1961 | 1970 | 1980 | 1991 | 2001 | 2011 |
| ---- | ---- | ---- | ---- | ---- | ---- | ---- | ---- | ---- | ---- | ---- | ---- | ---- | ---- |
| 615  | 640  | 682  | 713  | 819  | 717  | 704  | —    | —    | —    | —    | —    | —    | —    |

## Galerie

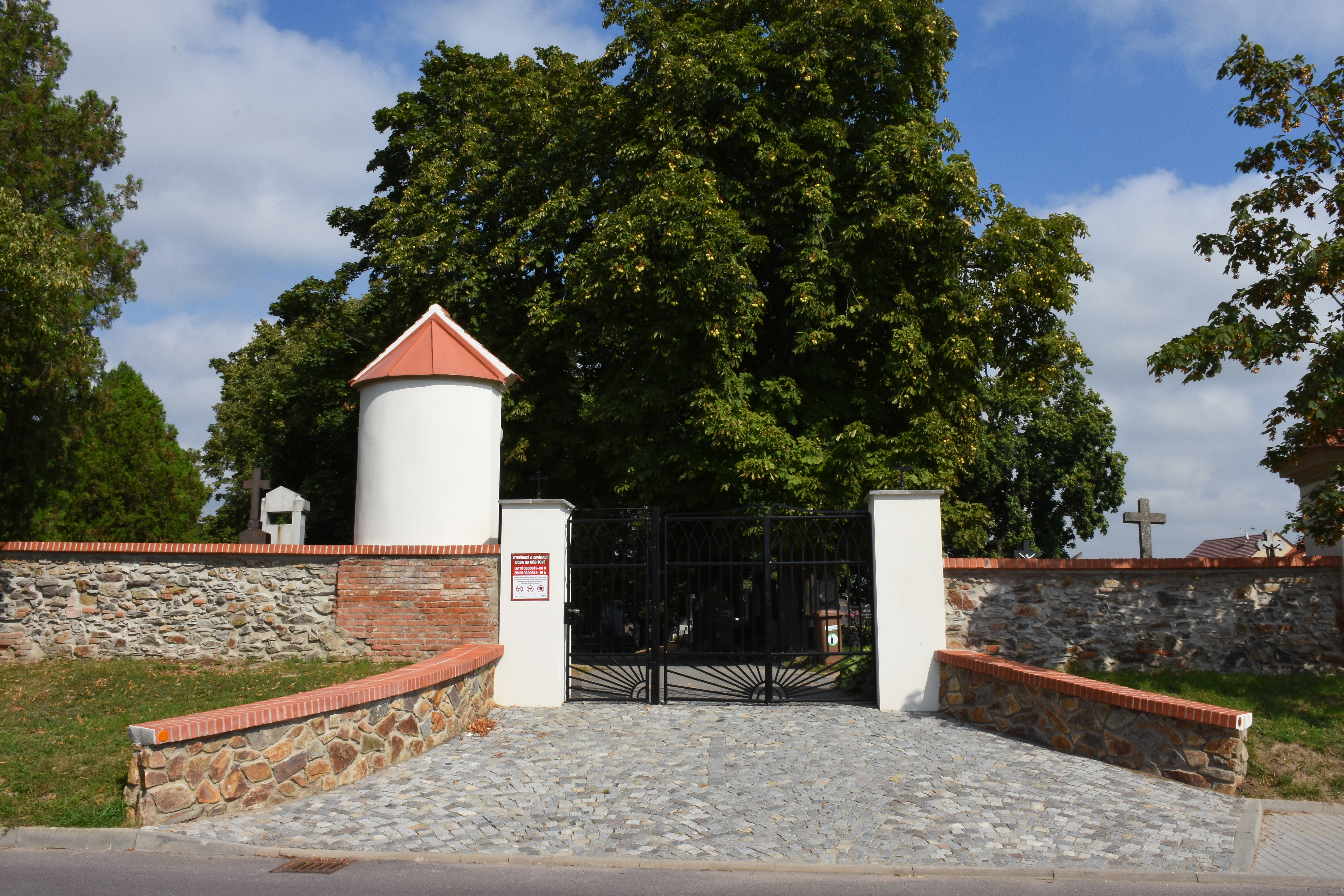
Městský hřbitov na území Pemdorfu
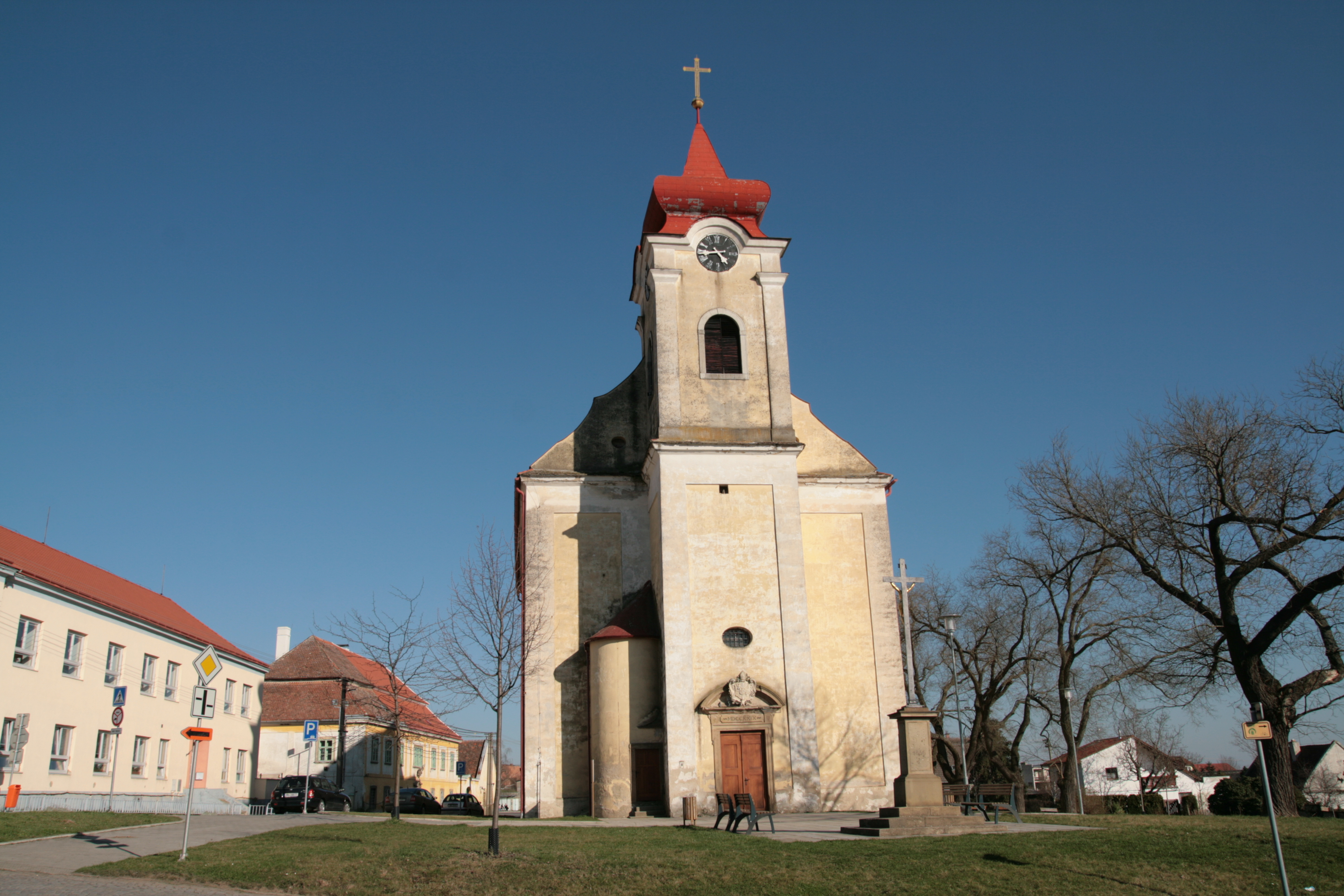
Kostel svatého Petra a Pavla, původně se nacházející na okraji Pemdorfu